# Macropsis hamiltoni
Macropsis hamiltoni är en insektsart som beskrevs av Chandrasekhara A. Viraktamath 1980. Macropsis hamiltoni ingår i släktet Macropsis och familjen dvärgstritar. Inga underarter finns listade i Catalogue of Life.